# Bruce Flick
Charles Bruce Flick (Sydney, 17 agosto 1933 – 26 ottobre 2021) è stato un cestista australiano.

## Carriera
Con l'Australia ha disputato le Olimpiadi del 1956, segnando 14 punti in 7 partite.